# SbRNA
sbRNA（stem-bulgeRNA）是一个非编码RNA家族，最早在秀麗隱桿線蟲（Caenorhabditis elegans）的全转录组cDNA筛选中发现，随后的实验证明其保守的5'端和3'端会根据碱基互补配对形成“茎”（stem），剩余部分形成一个“膨大”（bulge）。